# Ояшинский район
Ояшинский район — административно-территориальная единица в составе Ново-Николаевской губернии, Сибирского и Западно-Сибирского краёв и Новосибирской области РСФСР, существовавшая в 1924—1929 и 1935—1956 годах.
Ояшинский район с центром в селе Ояш был образован 12 сентября 1924 года в составе Ново-Николаевского уезда Ново-Николаевской губернии.
9 декабря 1925 года район был отнесён к Ново-Николаевскому (с 1926 — Новосибирскому) округу Сибирского края. 4 июня 1927 года центр района был перенесён из села Ояш на станцию Ояш.
В июне 1929 года Ояшинский район был упразднён.
Вторично Ояшинский район был образован в составе Западно-Сибирского края 18 января 1935 года. Центром района была назначена станция Ояш.
28 сентября 1937 года Ояшинский район был отнесён к Новосибирской области.
В 1945 году в район входили 20 сельсоветов: Арановский, Балтинский, Бибсевский, Вороновский, Гляденский, Елтышевский, Жуковский, Кайлинский, Каменский, Кузнецовский, Малиновский, Ново-Кайлинский, Ояшинский, Сарачевский, Смирновский, Станционно-Ояшинский, Таганаевский, Умревинский, Участок-Балтинский, Эстонский.
5 апреля 1956 года Ояшинский район был упразднён, а его территория разделена между Болотнинским, Мошковским и Тогучинским районами.